# Liste des monuments historiques d'Alet-les-Bains
Ce tableau présente la liste de tous les monuments historiques classés ou inscrits dans la ville d'Alet-les-Bains, Aude, en France.

## Liste
| Monument                        | Adresse                               | Coordonnées                      | Notice         | Protection | Date | Illustration                   |
| ------------------------------- | ------------------------------------- | -------------------------------- | -------------- | ---------- | ---- | ------------------------------ |
| Abbaye                          |                                       | 42° 59′ 46″ nord, 2° 15′ 18″ est | « PA00102514 » | Classé     | 1922 | Abbaye                         |
| Cathédrale Notre-Dame           |                                       | 42° 59′ 45″ nord, 2° 15′ 19″ est | « PA00102515 » | Classé     | 1862 | Cathédrale Notre-Dame          |
| Croix                           | Place de l'Église                     | 42° 59′ 44″ nord, 2° 15′ 20″ est | « PA00102516 » | Inscrit    | 1948 | Croix                          |
| Église Saint-André              |                                       | 42° 59′ 44″ nord, 2° 15′ 20″ est | « PA00102517 » | Classé     | 1910 | Église Saint-André             |
| Église de Saint-Salvaire        |                                       | 43° 00′ 26″ nord, 2° 17′ 29″ est | « PA00102518 » | Inscrit    | 1929 | Image manquante Téléverser     |
| Hôtel Labattut                  | Grande-Place Rue Lamoureux            | 42° 59′ 48″ nord, 2° 15′ 21″ est | « PA00102519 » | Inscrit    | 1948 | Hôtel Labattut                 |
| Hôtel de ville                  |                                       | 42° 59′ 42″ nord, 2° 15′ 24″ est | « PA00102520 » | Inscrit    | 1948 | Hôtel de ville                 |
| Maison                          | 229 rue Malbec Place de la République | 42° 59′ 48″ nord, 2° 15′ 20″ est | « PA00102528 » | Inscrit    | 1951 | Image manquante Téléverser     |
| Maison                          | 1-3 rue Cadène                        | 42° 59′ 49″ nord, 2° 15′ 21″ est | « PA00102527 » | Inscrit    | 1948 | Maison                         |
| Maison Bousquet                 | Rue du Séminaire                      | 42° 59′ 46″ nord, 2° 15′ 21″ est | « PA00102521 » | Inscrit    | 1948 | Maison Bousquet                |
| Maison Calmet                   | 5 rue Cadène                          | 42° 59′ 50″ nord, 2° 15′ 21″ est | « PA00102522 » | Inscrit    | 1948 | Image manquante Téléverser     |
| Maison Digeon                   | 6 rue Calvière                        | 42° 59′ 47″ nord, 2° 15′ 23″ est | « PA00102523 » | Inscrit    | 1948 | Maison Digeon                  |
| Maison Fradin                   | 14 rue Calvière                       | 42° 59′ 47″ nord, 2° 15′ 24″ est | « PA00102524 » | Inscrit    | 1948 | Maison Fradin                  |
| Maison Larade-Avy               | 7 rue Cadène                          | 42° 59′ 50″ nord, 2° 15′ 21″ est | « PA00102525 » | Inscrit    | 1948 | Maison Larade-Avy              |
| Maison Maury-Rigaud             | Place de la République Rue Lamouroux  | 42° 59′ 48″ nord, 2° 15′ 22″ est | « PA00102526 » | Inscrit    | 1948 | Maison Maury-Rigaud            |
| Palais épiscopal                |                                       | 42° 59′ 46″ nord, 2° 15′ 16″ est | « PA00102529 » | Classé     | 1886 | Palais épiscopal               |
| Pont d'Alet-les-Bains           |                                       | 42° 59′ 50″ nord, 2° 15′ 13″ est | « PA00102530 » | Classé     | 1942 | Pont d'Alet-les-Bains          |
| Pont du Diable                  |                                       | 43° 00′ 05″ nord, 2° 14′ 59″ est | « PA00102531 » | Inscrit    | 1948 | Pont du Diable                 |
| Porte de Cadène                 |                                       | 42° 59′ 52″ nord, 2° 15′ 22″ est | « PA00102532 » | Classé     | 1932 | Porte de Cadène                |
| Porte Calvières porte, remparts |                                       | 42° 59′ 45″ nord, 2° 15′ 26″ est | « PA00102533 » | Inscrit    | 1952 | Porte Calvièresporte, remparts |